# Neobrittonia acerifolia
Neobrittonia acerifolia là một loài thực vật có hoa trong họ Cẩm quỳ. Loài này được (G.Don) Hochr. mô tả khoa học đầu tiên năm 1905.